# Waldir (1925–2004)
Waldir, właśc. Waldir Villas Boas (ur. 3 czerwca 1925 w Rio de Janeiro, zm. 17 października 2004) – piłkarz brazylijski, występujący na pozycji obrońcy.

## Kariera klubowa
Karierę piłkarską Waldir rozpoczął we CR Flamengo w 1947 roku. W 1950 roku był zawodnikiem Fluminense FC. W 1951 i 1954 roku występował w São Cristóvão Rio de Janeiro. W 1952 roku występował w klubie Bonsucesso Rio de Janeiro.

## Kariera reprezentacyjna
W 1952 roku Waldir uczestniczył w Igrzyskach Olimpijskich w Helsinkach. Na turnieju Waldir wystąpił we wszystkich trzech meczach reprezentacji Brazylii z Holandią i Luksemburgiem oraz RFN w ćwierćfinale.